# WM Entertainment
WM Entertainment (tiếng Hàn: WM 엔터테인먼트) là một công ty giải trí Hàn Quốc được thành lập vào năm 2008 bởi cựu ca sĩ Lee Won-min (Tên khai sinh: Kim Jung-soo). Công ty chịu trách nhiệm quản lý những nghệ sĩ như B1A4, Oh My Girl, ONF, Lee Chae-yeon.

## Lịch sử
WM Entertainment được thành lập vào năm 2008 bởi cựu ca sĩ Kim Jung-soo, sau chính thức đổi tên thành Lee Won-min trước khi thành lập WM Entertainment.
Công ty ban đầu nằm trong một tòa nhà một tầng ở Bangbae-dong, Seocho-gu. Tháng 8 năm 2014, Lee Won-min mua một tòa nhà sáu tầng ở Mangwon-dong, Mapo-gu tên Daemyung Tower Building với giá KR₩4.33 tỉ (xấp xỉ US$3.85 triệu), làm trụ sở hiện tại của WM Entertainment.
Gần một năm sau khi thành lập, WM Entertainment kí hợp đồng với thí sinh Battle Shinhwa, Taegoon. H-Eugene và thành viên của Baby Vox Re.V Ahn Jin-kyung gia nhập công ty năm 2010.
WM Entertainment cho ra mắt nhóm nam đầu tiên của công ty, B1A4 vào tháng 4 năm 2011.
WM Entertainment cho ra mắt nhóm nữ đầu tiên của công ty, Oh My Girl vào tháng 4 năm 2015.
WM Entertainment cho ra mắt nghệ sĩ solo I (Cha Yoon-ji; chị gái của thành viên B1A4 Baro) vào tháng 4 năm 2017.
WM Entertainment cho ra mắt nhóm nam thứ hai ONF vào tháng 8 năm 2017.

## Nghệ sĩ

### Nhóm nhạc
- B1A4
- Oh My Girl[2]
- ONF

### Ca sĩ solo
- Sandeul
- I (Cha Yoon-ji)
- YooA
- Lee Chae-yeon (từng là thực tập sinh JYP Entertainment, từng tham gia Sixteen và là cựu thành viên IZ*ONE)

### Diễn viên
- Binnie
- Seunghee
- YooA
- Arin
- Cho Yeongin

### Thực tập sinh đáng chú ý
- Cho Yeong-in ( từng tham gia Produce 48, đóng vai Kim Minji trong A-teen season 2, Min So Young trong Winter Vacation )
- Lee Seunghyun ( từng tham gia Produce 48 )
- Lee Gyuhyung ( từng tham gia Produce X 101 )
- Kim Hyeonbin ( từng tham gia Produce X 101 )
- Yun Siyun ( cựu trainee YG Entertainment , từng tham gia YG TREASURE BOX )

## Nghệ sĩ cũ
- Taegoon
- H-Eugene
- Ahn Jin-kyung
- Oh My Girl
  - JinE (2015–2017)[7]
- B1A4
  - Jinyoung (2011–2018)[8]
  - Baro (2011–2018)[8]
- ONF
  - Laun (2017-2019)

## Đối tác
- Pony Canyon Korea (2009–2014)
- LOEN Entertainment (2015–nay)
- CJ E&M Music (2017–nay)